# پیرماریا اودوان

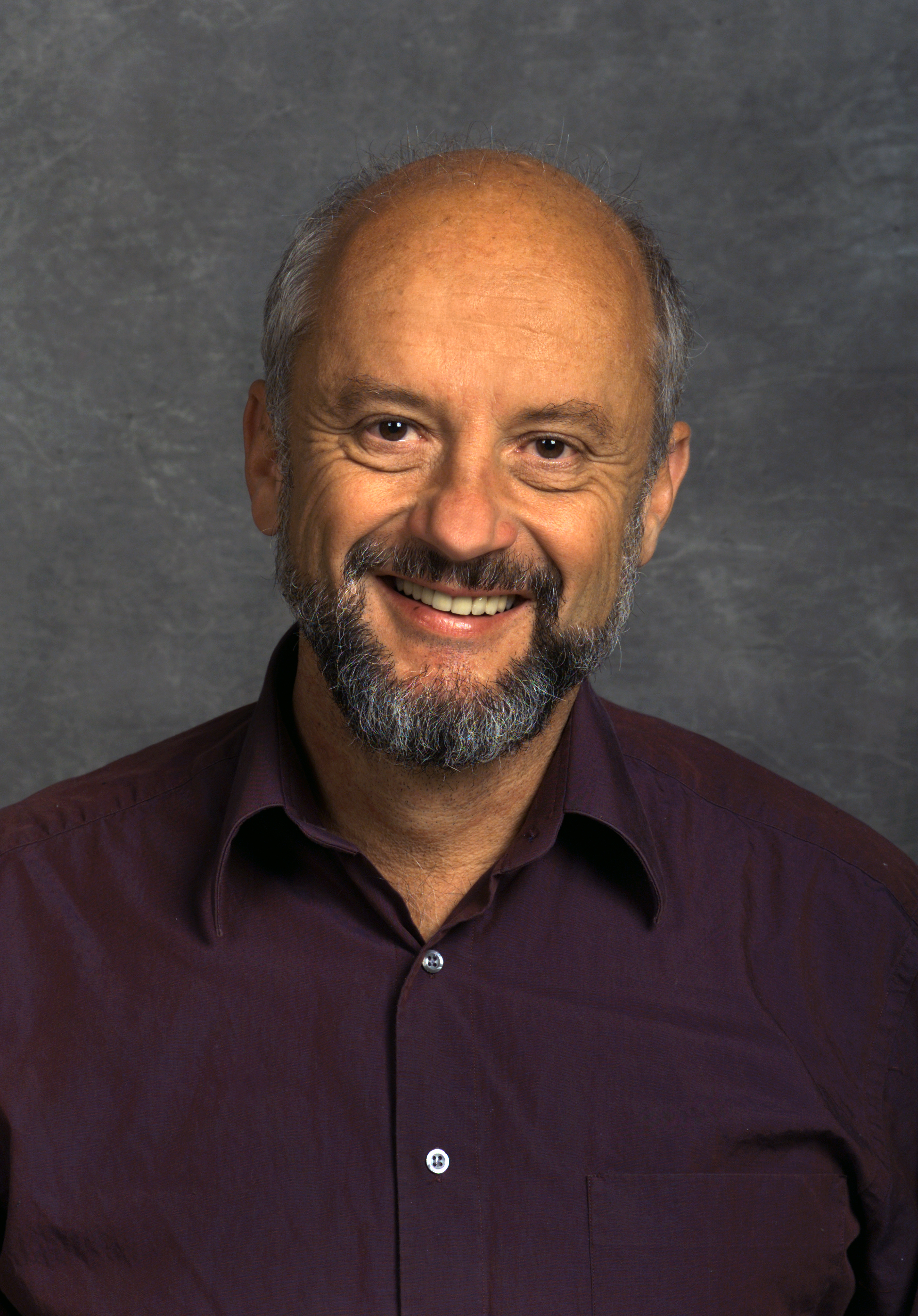
پیرماریا اودوان، فیزیک‌دان زادهٔ کشور پرو - ۲۰۱۰

 پیرماریا اودوان (انگلیسی: Piermaria Oddone؛ زادهٔ ۲۶ مارچ ۱۹۴۴ در ارکیپا، پرو) فیزیک‌دان اهل ایالات متحده آمریکا است.